# Seeschlacht von Sena Gallica
Iberischer Krieg
Thannuris – Dara – Satala – Callinicum – Martyropolis
Vandalenkrieg
Ad Decimum – Tricamarum
Gotenkrieg
1. Neapel – 1. Rom – Verona – Faventia – Mucellium – 2. Neapel – 2. Rom – 3. Rom – Sena Gallica – Busta Gallorum – Mons Lactarius – Casilinus
Eroberung von Spania
Maurenkriege
Mammes und Bourgaon – Babosis und Zerboule – Cillium – Marta – Felder von Cato
Lasischer Krieg
1. Petra – 2. Petra – 3. Petra – 1. Archäopolis – Cotais – 2. Archäopolis – Telephis–Ollaria – Onoguris (3. Archäopolis) – Phasis – Tzacher
Die Schlacht von Sena Gallica war eine Seeschlacht vor der adriatischen Küste im Herbst 551 zwischen der oströmischen Flotte und der ostgotischen Flotte während des Gotenkriegs. Sie markierte den Endpunkt des ostgotischen Versuchs, den Oströmern die Hoheit über das Mittelmeer zu entreißen und den Beginn der Erneuerung der oströmischen Eroberungsbemühungen Italiens durch Narses. Sie war außerdem die letzte große Seeschlacht, die im Mittelmeer ausgetragen wurde, bis zur Schlacht von Phoinix im Jahr 655.

## Hintergrund
Im Jahr 550 ging der Gotenkrieg ins fünfzehnte Jahr. In den ersten Jahren kam es zu einer Reihe schneller Siege durch eine kleine oströmische Expeditionsarmee unter Belisar, zum Beispiel den Fall Ravennas. Im Jahr 540 sah es so aus, als sei die kaiserliche Herrschaft über Italien wiederhergestellt. Doch Kaiser Justinian I. beorderte Belisar zurück. Die zurückgelassenen Befehlshaber gerieten bald in Streit, während die Goten ihre Kräfte sammelten. Unter der Führung des charismatischen Königs Totila begann sich das Blatt bald zu wenden. Nicht einmal die Rückkehr Belisars konnte gegen den erneuerten ostgotischen Angriff etwas ausrichten. Im Jahr 550 besaßen die Oströmer in Italien nur noch wenige Stützpunkte. Totila griff sogar nach Sizilien über, die römische Operationsbasis. Totila versuchte auch, den Truppen des Ostreichs den Zugang zu Italien zu versperren sowie ihnen die Möglichkeit zu nehmen, unbegrenzt Nachschub zu liefern. Dafür ordnete er den Bau von 400 Kriegsschiffen an. Zur selben Zeit bereitete Justinian einen letzten Versuch zur Eroberung Italiens unter dem Kommando von Narses vor.
Totila wollte mit aller Macht verhindern, dass die Oströmer ihre letzten Stützpunkte auf italienischem Boden, hauptsächlich Kroton und Ancona, von der See aus versorgen konnten. Er zog sich aus Sizilien zurück, und während seine Truppen Ancona belagerten und es mit 47 Schiffen von der Seeseite sperrten, schickte er den Rest seiner Flotte, etwa 300 Schiffe, nach Epirus, um dessen Küste und die Ionischen Inseln zu plündern. Ancona stand kurz vor dem Fall, weshalb Valerian, der Kommandant von Ravenna, Johannes, einen erfahrenen General, der in Salona in Dalmatien stationiert war, zur Hilfe aufforderte. Johannes bemannte sofort 38 Schiffe mit seinen Veteranen, später stießen 12 weitere Schiffe unter Valerian hinzu. Die Flotte segelte nach Sena Gallica, das etwa 27 km nördlich von Ancona liegt.

## Schlacht und Folgen
Da beide Flotten fast gleich stark waren, entschlossen sich die beiden gotischen Admiräle Indulf und Gibal, die Oströmer direkt anzugreifen.
Anders als in der klassischen Antike besaßen die Kriegsschiffe des 6. Jahrhunderts keine Rammen; die Seegefechte waren also beherrscht von Bogensalven und Enteraktionen. In dieser Art des Seekriegs entschied Erfahrung und die Fähigkeit, eine Schiffsformation beizubehalten, was den oströmischen Besatzungen besser gelang als den unerfahrenen Goten. Schon früh in der Schlacht drifteten einige gotische Schiffe aus der Hauptformation und waren schnell zerstört, andere segelten zu nah aneinander um effektiv manövriert werden zu können. Am Ende flohen die ostgotischen Schiffe. Die Ostgoten verloren 36 Schiffe und Gibal wurde gefangen genommen, während Indulf nach Ancona floh. Sobald er in die Nähe des gotischen Heerlagers kam, ließ er seine Schiffe an Land ziehen und verbrennen.
Die klare Niederlage entmutigte die Goten; sie gaben die Belagerung auf und flohen. Die Seeschlacht von Sena Gallica kann so als Beginn der finalen Rückeroberung Italiens durch die Oströmer angesehen werden.